# Azealia Banks
Azealia Banks (sinh ngày 31 tháng 5 năm 1991) là một nghệ sĩ nhạc rap, ca sĩ kiêm nhạc sĩ sáng tác người Mỹ. Cô được sinh ra và lớn lên tại Harlem, New York, Banks đã theo đuổi đam mê của mình ở một rạp hát khi cô còn nhỏ, học tập tại Trường trung học nghệ thuật biểu diễn LaGuardia và sau đó bỏ học để tập trung vào sự nghiệp âm nhạc của mình. Cuối năm 2008, cô lấy nghệ danh "Miss Bank$" và bắt đầu phát hành các ca khúc của mình qua MySpace, giúp cô ký kết hợp đồng với hãng đĩa XL Recordings chỉ khi mới 17.
Sau khi ký gia nhập Interscope và Polydor Records năm 2011, Banks bắt đầu nhận được nhiều sự chú ý khi cô đứng đầu danh sách NME's Cool List cùng năm. Tháng 11 năm 2011, BBC đã đề cử và trao cho cô hạng ba chung cuộc của cuộc thi Sound of 2012. Banks cho ra mắt đĩa đơn đầu tay của mình, "212" hợp tác cùng Lazy Jay, một tháng sau cũng như phát hành đĩa mở rộng đầu tay mang tên 1991, nhận được rất nhiều lời khen ngợi từ các nhà phê bình. Banks đồng thời cũng đã phát hành mixtape Fantasea vào tháng 7 năm 2012 và hiện tại đã phát hành các đĩa đơn gồm "Yung Rapunxel," "ATM Jam" và "Heavy Metal and Reflective" trích từ album phòng thu đầu tay, Broke with Expensive Taste,được phát hành ngày 6 tháng 11 năm 2014 sau nhiều lần dời ngày phát hành.

## Danh sách đĩa nhạc
- Broke with Expensive Taste (2014)

## Lưu diễn

### Tour chính
- Mermaid Ball (2012–2013)[4]
- Broke with Expensive Taste Tour (2014-2015)[5]

### Góp mặt
- ShockWaves NME Awards Tour (2012)

## Giải thưởng và đề cử
| Năm  | Tổ chức                | GIải thưởng               | Đề cử    | Kết quả      |
| ---- | ---------------------- | ------------------------- | -------- | ------------ |
| 2011 | BBC Sound of 2012      | Sound of 2012             | Chính cô | Third        |
| 2012 | NME Awards             | Philip Hall Radar Award   | Chính cô | Đoạt giải    |
| 2012 | Billboard Awards       | Biểu tượng thời trang mới | Chính cô | Đoạt giải    |
| 2012 | O Music Awards         | Ca sĩ Web-Born xuất sắc   | Chính cô | Đề cử        |
| 2012 | Urban Music Awards     | Đĩa đơn xuất sắc          | "212"    | Đoạt giải    |
| 2012 | Urban Music Awards     | Ca sĩ quốc tế xuất sắc    | Chính cô | Đề cử        |
| 2012 | Urban Music Awards     | Ca sĩ của năm             | Chính cô | Đề cử        |
| 2012 | MOBO Awards            | Best International Act    | Chính cô | Đề cử        |
| 2013 | NME Awards             | Villain của năm           | Chính cô | Đề cử        |
| 2013 | BET Awards             | Ca sĩ Hip Hop nữ xuất sắc | Chính cô | Đề cử        |
| 2013 | BET Awards             | Ca sĩ mới xuất sắc        | Chính cô | Đề cử        |
| 2013 | Giải Billboard nửa năm | Most Memorable Feud       | Chính cô | Đề cử        |
| 2015 | BET Awards             | Ca sĩ Hip Hop nữ xuất sắc | Chính cô | Chưa công bố |